# Базельський тролейбус

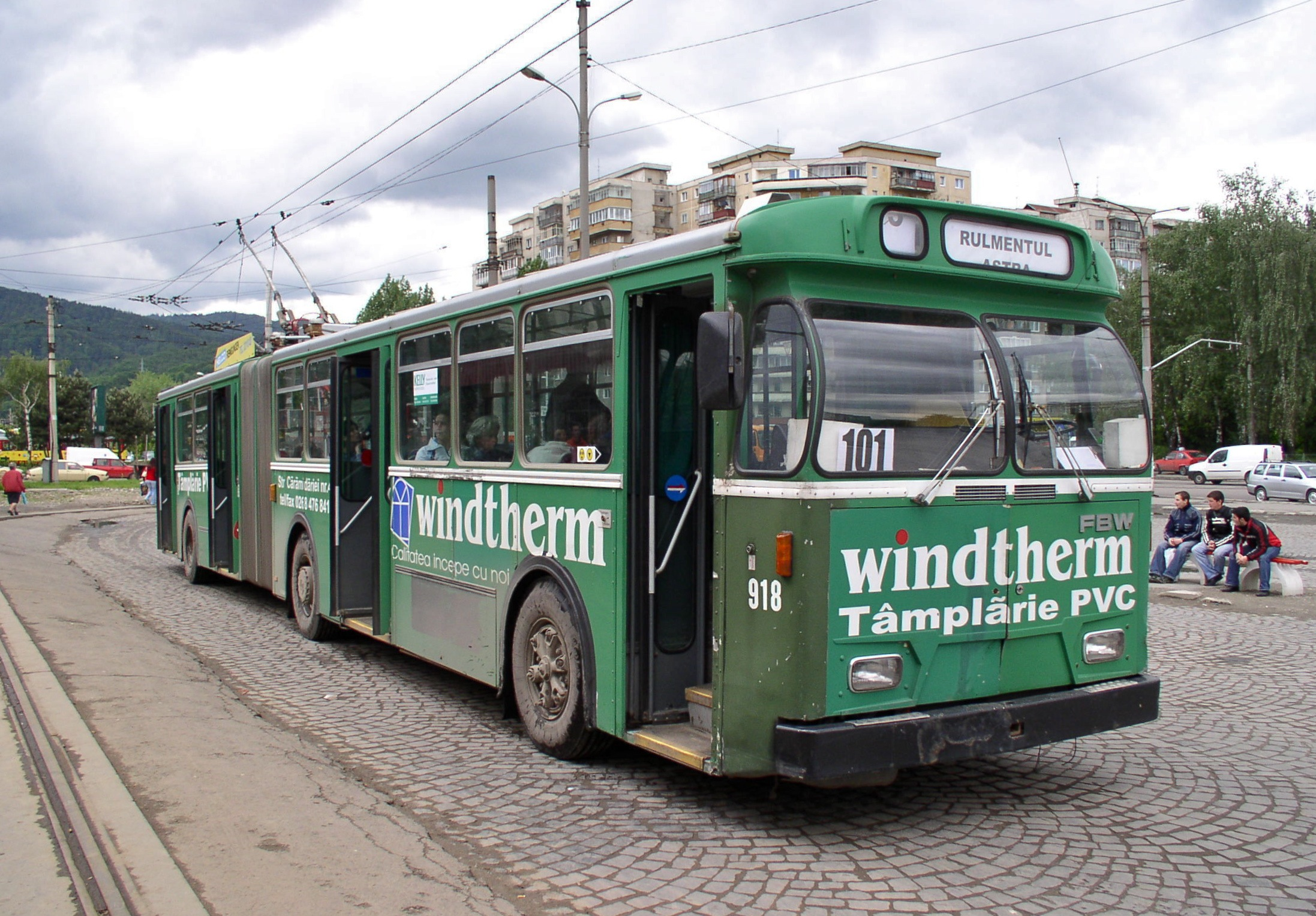
Колишній базельський тролейбус № 918 у Брашові (Румунія) в 2006, ще в лівреї BVB

Базельський тролейбус — ліквідована тролейбусна мережа у швейцарському місті Базель.

## Історія
Перша тролейбусна лінія у Базелі була введена в експлуатацію 31 липня 1941 року. Тролейбусна лінія № 31 у 1954 році, була перейменована літеру C. 25 жовтня 1948 року лінія була продовжена до Хаберматтену. 30 січня 1956 року було введено в дію лінію 34. 24 жовтня 1968 року відкрито третю і останню тролейбусну лінію. 9 вересня 2000 року тролейбусна лінія 34 була сполучена з автобусною лінією 38. Комбіновану лінію обслуговували автобуси. 13 грудня 2004 року тролейбусна лінія 33 була замінено на автобусну. Остання тролейбусна лінія 31, яка працювала на маршруті Клараплатц-Рієн-Хаберматтен, була ліквідована 30 червня 2008 року.

## Табір
Всього для тролейбусної мережі Базеля було закуплено 52 тролейбуси. Всі вони були поставлені нові, крім № 921 і 922, які були придбані у Німеччині з Кайзерслаутернівської тролейбусної системи:
| Виробник     | Тип     | Конфігурація                  | Кількість | №                                        | Роки використання |
| ------------ | ------- | ----------------------------- | --------- | ---------------------------------------- | ----------------- |
| FBW          | 51      | дуобус                        | 02        | 10–11, з 1947/48: 50–51, з 1956: 350—351 | 1941–1975         |
| Saurer       | 4 BPO   | Двовісний                     | 02        | 12–13, з 1947/48: 52–53, з 1956: 352—353 | 1941–1958         |
| Saurer       | 4 TP    | Двовісний                     | 02        | 54–55, з 1956: 354—355                   | 1948–1975         |
| FBW          | 51      | Двовісний                     | 12        | 56–64, з 1956: 356—368                   | 1955–1995         |
| Schindler    | APG     | Зчленований                   | 10        | 901–910                                  | 1968–1996         |
| FBW          | 91 GTS  | Зчленований                   | 10        | 911–920                                  | 1975–2000         |
| Daimler-Benz | O305 GT | Зчленований                   | 02        | 921–922                                  | 1986–2000         |
| Neoplan      | N 6020  | Зчленований, низькопідлоговий | 12        | 923–934                                  | 1992–2008         |

По ліквідації мережі деякі тролейбуси були передані в Пазарджик і Русе в Болгарії, а також Брашов в Румунії. Тролейбус № 358 тепер знаходиться у музеї товариства RétroBus Léman у Лозанні